# Hospital de Maudes
El Hospital de Jornaleros de San Francisco de Paula, más conocido como Hospital de Maudes (y antiguamente como Hospital de Jornaleros) es un conjunto de edificios situado en el distrito de Chamberí de Madrid (España), con fachadas al n.º 18 de la calle de Raimundo Fernández Villaverde (norte), 17 de la Calle de Alenza (este), 2 de la calle de Treviño (oeste) y 17 de la calle de Maudes (sur). A pesar de los diversos nombres que ha tenido el Hospital a lo largo de su historia, ha prevalecido el del antiguo local de Maudes donde fue edificado. Fue diseñado y construido
como hospital para asistencia sanitaria gratuita dispensada a jornaleros en 1908 y finalizado en 1916, por los jóvenes arquitectos Antonio Palacios y Joaquín Otamendi Machimbarrena. El hospital se encarga a instancias de la benefactora Dolores Romero Arano (viuda de Curiel y Blasi).
El edificio muestra fachadas de piedra caliza poco labrada, con recubrimientos de decoración cerámica elaborada por el ceramista Daniel Zuloaga, Es uno de los pocos edificios madrileños del siglo XX construidos mayoritariamente en piedra. En el interior se decora con la cerámica de la casa Manuel Rejano. El conjunto posee cuatro galerías distribuidas en planta con forma de aspa (Modelo panóptico), dos edificios adyacentes de consultorio, una Iglesia y un acceso desde la calle de Maudes. El edificio estuvo en uso hasta que, tras pasar un periodo de decadencia cae en un periodo de abandono con amenaza de derribo. En 1976 es declarado Monumento Nacional. En un concurso de pública subasta adquiere los terrenos la Comunidad de Madrid, compra el edificio en 1984 y lo restaura. Tras su rehabilitación alberga la sede de la Consejería de Transportes e Infraestructuras de la Comunidad de Madrid (Maudes n.º 17).

## Historia

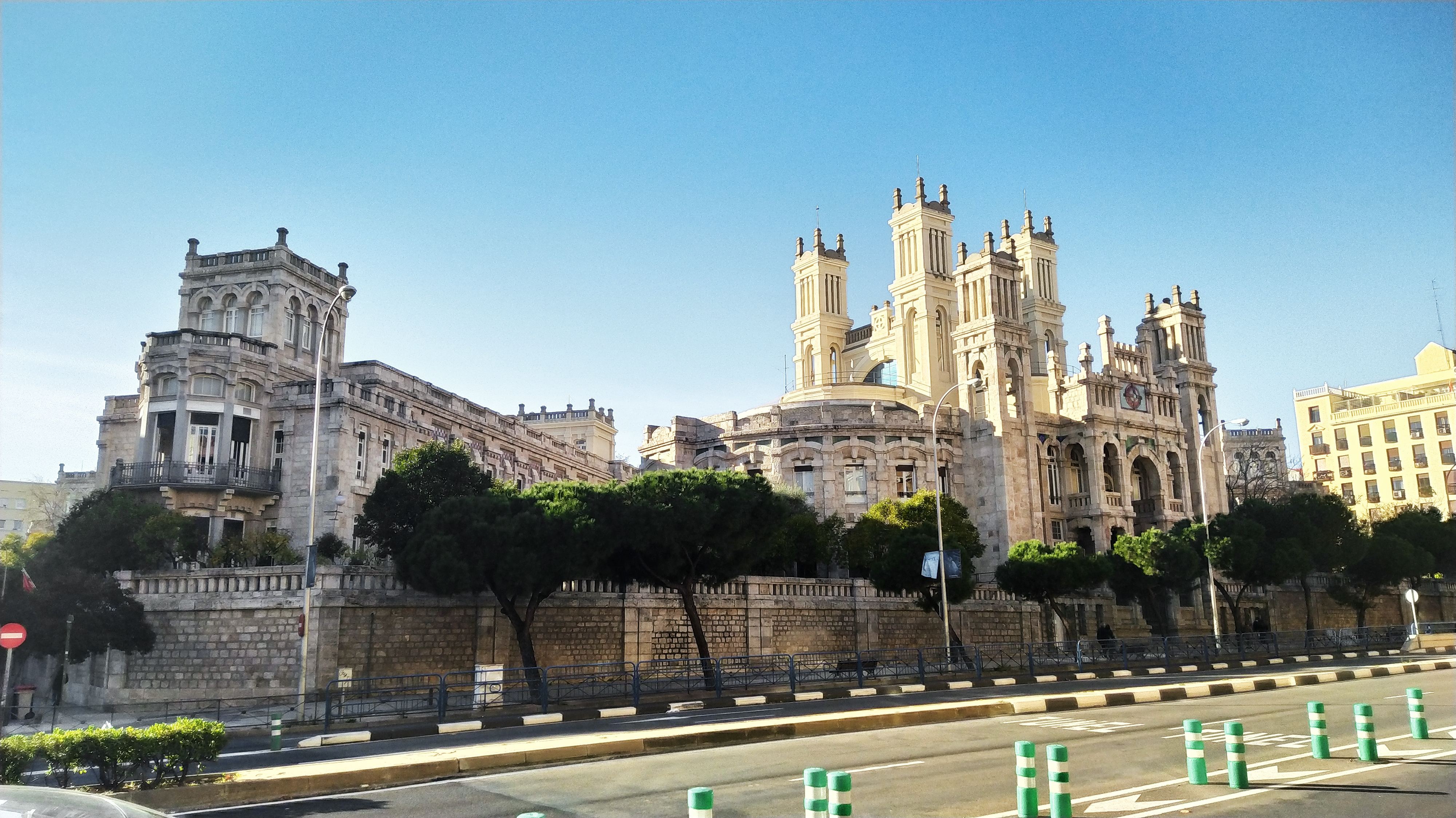
Fachada norte y galería noreste

La situación de la sanidad española a finales del siglo XIX está influida por las corrientes liberales y entiende el principio de la fraternidad como principio de solidaridad, lo que dio lugar al ejercicio por primera vez de la filantropía como iniciativa individual en este sector. Este concepto sanitario hace que existan iniciativas personales capaces de establecer hospitales capaces de ayudar gratuitamente a los necesitados. 
La normativa sanitaria se había reformado ya a comienzos de siglo mediante el Real Decreto Orgánico de Sanidad de 1847, la Ley Orgánica de Sanidad de 1855 y la Instrucción General de Sanidad de 1904 (obra del Doctor Cortezo). Esta nueva ley proporcionaba, por primera vez, algunas competencias sanitarias a los ayuntamientos. En 1885, denominado el año del cólera (véase: Pandemias de cólera en España), ocurre la cuarta epidemia (quinta pandemia) que se extendió prácticamente por todo el territorio español. El higienista español Pedro Felipe Monlau redacta en 1871 su Elementos de Higiene Pública Estos movimientos apuntaban a un mayor control en la higiene y atención sanitaria tanto desde las instituciones benéficas públicas como privadas.

### A principios delsigloXX

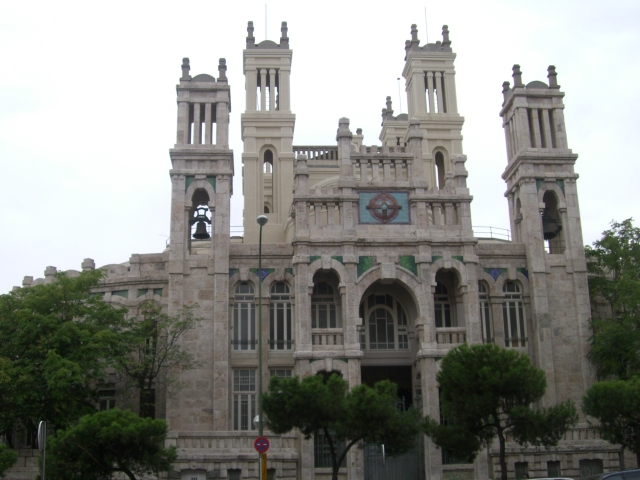
Fachada norte del hospital

La necesidad del hospital de Jornaleros de Maudes fue idea de Dolores Romero y Arano, viuda del empresario ferretero Curiel y Blasi, que crea en el año 1906 una sociedad benéfica dedicada a San Francisco de Paula. La filantropía de Dolores lleva a la construcción además de un edificio-escuela adscrito a San Nicolás de Bari, cerca de su ciudad natal en Teruel. Solicita en 1906 al arquitecto Antonio Palacios y a Joaquín Otamendi diseñar un Hospital que proporcione asistencia médica gratuita a los jornaleros de la provincia. Piensa construir el nuevo hospital en un local que ocupa una gran manzana casi cuadrada, ubicado en las afueras de Madrid, propiedad de la viuda. El terreno se encontraba en Maudes, un barrio cercano al Hipódromo de la Castellana. Su entrada a la capilla se haría por el Paseo de la Ronda (actual calle de Raimundo Fernández Villaverde). Por esta época el Ensanche no había llegado a los terrenos en los que estaba previsto diseñar el hospital. Por esta razón el área del barrio obrero de Cuatro Caminos estaba poco edificado, existiendo grandes extensiones de terreno entre los edificios: siendo uno de los primeros suburbios de Madrid. A pesar de ello era uno de los más poblados de Madrid. La Compañía Madrileña Urbanizadora desde 1906 estaba comprando terrenos cercanos a la glorieta de Cuatro Caminos con el objeto de construir grandes edificios de viviendas. 
Se pensaba desde el diseño inicial en un hospital con un aforo de unas ciento cincuenta camas. Debía ser completamente autónomo y debía cubrir todo el ciclo de cuidados. Se preveía la atención durante las fases de medicación, cuidados hasta su completo restablecimiento. Por esta época Palacios-Otamendi eran dos jóvenes arquitectos que trabajaban a pie de obra en la construcción de su primera obra monumental: el Palacio de Comunicaciones (actual Palacio de la Cibeles). Palacios desarrolla desde los inicios la idea del Hospital siguiendo una planta en forma de modelo panóptico muy seguido en la época como modelo de construcción de instituciones penales. Para ello dispone de cuatro naves en estrella que se juntan en un recinto central de planta octogonal con su fuente en el centro. El diseño propuesto maximizaba la luz natural de los interiores, minimizaba las corrientes de recirculación (propicios a la propagación de enfermedades contagiosas transmitidas por aíre). Aísla el edificio administrativo y entrada principal al conjunto (que se realiza por la calle Maudes) del resto de las naves y pone unos edificios anejos en los que se permite realizar consultas médicas. El recinto queda cerrado por un muro de contención.

### Edificación y uso
Se comienza la edificación del hospital en 1909, en plena tarea constructiva del Palacio de Comunicaciones en la plaza de la Cibeles. Se emplean en la construcción sistemas artesanales de tallado de piedra. Las piedras calizas de las fachadas se extraen de las canteras de Valhondo ubicadas en el sureste de Madrid. Se trasladaban los bloques cortados a Maudes mediante la línea del ferrocarril del Tajuña. Se finalizan las obras en 1916 y un año después se comienza a prestar las primeras asistencias hospitalarias. Pasa a ser administrado por la Orden Hospitalaria de San Juan de Dios. Parte de la decoración cerámica prevista en las enjutas de los arcos ventanales, se interrumpió, debido en parte a problemas económicos. Cabe pensar que al finalizar su construcción no aportó imagen alguna a la área metropolitana de Madrid. El edificio se encontraba lejos de los principales centros de la ciudad.

### Hospital de Sangre
Durante la Guerra Civil Madrid se encuentra en el lado leal a la República tras el pronunciamiento del 17 y 18 de julio de 1936. Este suceso hace que la capital se convierta en objetivo militar prioritario y en diciembre de este año comience la defensa de Madrid ante los inminentes ataques. El hospital pasa a denominarse durante esta época como "Hospital Obrero de Maudes" (en algunas ocasiones también como "Hospital Obrero de Cuatro Caminos") y es dirigido por el doctor Rafaél Argüelles López. El edificio fue incautado por el Socorro Rojo Internacional para dar servicio y asistencia médica al Ejército Popular Republicano, siendo transformado por lo tanto en hospital de sangre de la I Región Militar bajo el control de una organización sindical. Inicialmente se encargaron las monjas del cuidado de los heridos, aunque pronto serían substituidas por voluntarios. Un hecho acaecido en agosto en el hospital sorprendió a la opinión madrileña: varios voluntarios habían sido envenenados con cianuro. Meses después se encontró a una enfermera con grandes dosis de este producto y fue juzgada y sentenciada a muerte. En el año 1939, a punto de finalizar la guerra, se convierte en Hospital Militar de Urgencias. El otro hospital militar, el hospital de Carabanchel, debido en parte a la destrucción sufrida por su cercanía al frente de batalla madrileño cede sus funciones entre este hospital de Maudes y el Hotel Palace.

### Hospital Militar de Urgencias y abandono
Tras la guerra, se acondiciona el edificio como hospital militar. Sin embargo, a finales de los sesenta va cayendo en el abandono. En 1970 fue abandonado definitivamente el conjunto de edificios. Durante este periodo se dedicó como almacén para chatarreros, así como posteriormente vivienda ocasional para indigentes. En el año 1972 el Hospital es catalogado como conjunto arquitectónico a conservar, acogiendo su primera protección como Bien Cultural y Arquitectónico. Comienzan a realizarse planes especulativos para asignársele una función alternativa en la ciudad. Al ser un Bien de Interés Arquitectónico no puede ser derruido, ni vendido. Por esta razón en 1976 la Dirección General de Patrimonio incoa un expediente para declarar el edificio Monumento Histórico Artístico. Se desecha la posibilidad de que sea utilizado como un hospital de la Seguridad Social. A finales de la década de los setenta el Colegio Oficial de Aparejadores y Arquitectos Técnicos de Madrid propone un uso social para el inmueble e indica el pésimo estado de sus paredes y estancias. En 1979 obtiene el grado de Protección Integral en el Plan especial de Conservación de Edificios y Conjuntos de Interés Histórico Artístico de la Villa de Madrid. La sensibilización existente en esta época, hace que los vecinos se organicen en una movilización vecinal denominada: Salvad Maudes.
La Comunidad de Madrid se crea en 1981 y en 1984 adquiere, mediante subasta pública, el edificio y los locales. Durante los tres años siguientes fue restaurado y rehabilitado por Andrés Perea Ortega, convirtiéndolo en las oficinas administrativas de la Consejería de Obras Públicas, Urbanismo y Transporte de la Comunidad, y en una biblioteca.
|                                                                      |
| Paneles con azulejos "gota de agua" rodeados de "guirnaldas" verdes. |

|                                               |
| Azulejos bordeados con una "guirnalda" verde. |

|                               |
| Enjutas con mosaicos de color |

### Rehabilitación y consejería de la Comunidad de Madrid
Tras su adquisición en 1984 por la Comunidad de Madrid (que anteriormente adquirió la Real Casa de Correos como sede de la presidencia) por la suma de 235 millones de pesetas, comienza la rehabilitación del conjunto llevado a cabo por un equipo de expertos dirigido por Fernando de Castro López Villarino. Las labores para rescatar el conjunto fueron de diversa índole. Por un lado la contaminación atmosférica del tráfico viario de la zona, así como del incremento de la actividad industrial, causaron la meteorización de algunas de las piedras del paramento. Durante la rehabilitación se respetó la disposición original de los edificios.
El 23 de septiembre de 1986 se inaugura como Consejería de Política Territorial de la Comunidad de Madrid, posteriormente dedicado a ser lugar para la Consejería de Obras Públicas, Urbanismo y Transporte. La rehabilitación del edificio superó el doble del coste de compra. Ya en el año 1997 el conjunto fue incluido en el catálogo de edificios protegidos con el grado de protección especial en el Plan General de Ordenación Urbana de Madrid, de esta forma se salvaba de posibles reformas que afectaran a sus valores históricos y artísticos. En el año 2004 la Consejería solicita algunos estudios acerca de la conservación del inmueble y de 2006 a 2008 se realiza una limpieza de las fachadas.

## Características

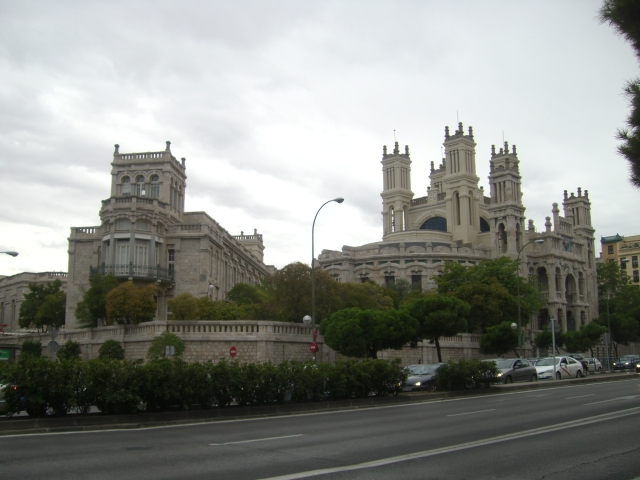
Vista del conjunto

El conjunto ocupa casi toda una manzana, de planta casi cuadrada. Se encuentra desde su diseño inicial completamente amurallado. Se entra a la Iglesia y dependencias para la residencia de enfermeras por la calle Raimundo Fernández Villaverde. La entrada principal se realiza por la calle Maudes. En la calle Treviño se encuentra el acceso a la edificación diseñada para los consultorios, mientras que diametralmente opuesta se encuentra el pabellón de aislamiento y el mortuorio (situados en la calle Alenza). El recinto amurallado posee jardines de paseo, dedicados a los enfermos. 
Tras la rehabilitación, se modificó el acceso al hospital. Se cambió la entrada por Maudes, para que tuviera una puerta acristalada. El pabellón de aislamiento se transformó en sala de exposiciones, teniéndose que modificar su acceso por la calle Alenza. La sala de operaciones se convierte en biblioteca y el resto de naves en salas de oficinas administrativas de la consejería. 

### Estilo arquitectónico

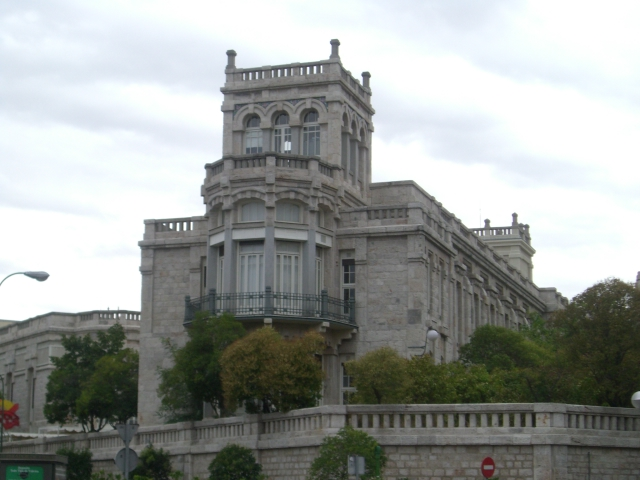
Estancias administrativas

Antonio Palacios diseñó un edificio articulado en torno a un patio central de planta octogonal, del cual parten hacia fuera cuatro galerías radiales dispuestas en forma de aspas. Palacios toma nota del Hospital Real de Santiago de Compostela a la hora de diseñar el trazado en planta. En los extremos de las mismas se sitúan las estancias administrativas así como una capilla. En el año 1916 terminaron las obras, siendo inaugurado poco después. El estilo arquitectónico está inspirado en el Secessionsstil vienés de comienzos del siglo XX. El perfil torreado de su composición posee cierto parecido al del Palacio de Comunicaciones, pero no posee el ornato escultórico que decora sus fachadas, siendo el inmueble en su totalidad la propia escultura.

### Materiales
Dentro del apartado de material de construcción se emplean cinco tipos diferentes de piedra: la caliza (empleada principalmente en la fachada), el granito (empleado en los zócalos, las escaleras y las columnas) procedente del berrocal, la pizarra (empleada sólo en la cubierta de la iglesia) y procedente de Valdeorras (Orense), el mármol (empleado en los alféizares) de Macael (Almería), y la piedra silícea (empleada como mortero). Gran parte de estos materiales constructivos se analizaron con detenimiento en la rehabilitación realizada en el conjunto de edificios, ya en los años noventa.

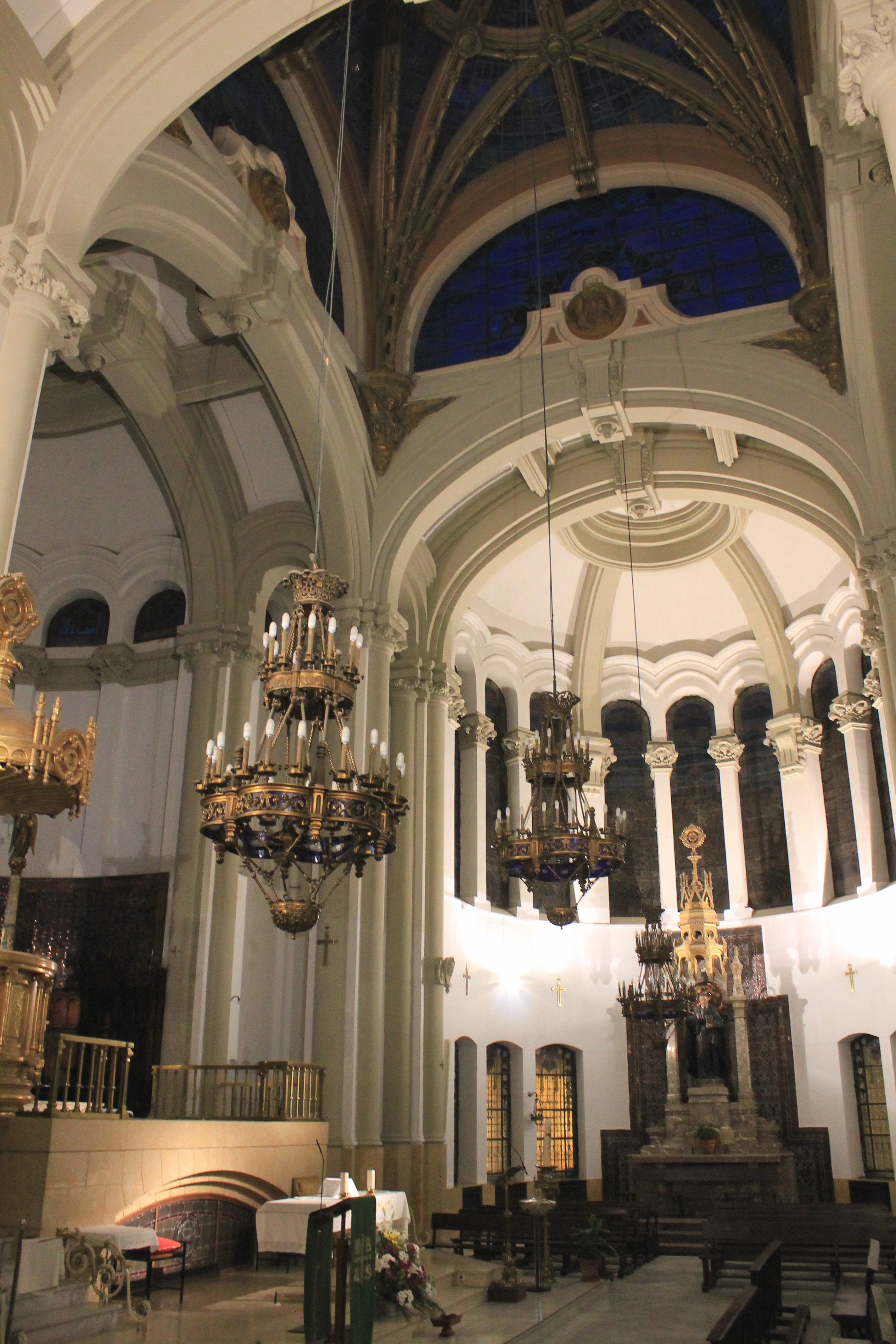
Interior de la iglesia

El empleo de piedra caliza blanca (en lo que se denomina caliza de Colmenar) responde a un doble motivo de proporcionar una imagen de higiene, al mismo tiempo que responde a los gustos de Antonio Palacios. No obstante cantería a cara vista del paramento está compuesta de piezas calizas inacabadas. La cara vista de la cantería queda con textura rugosa, sin desbastar. De esta forma se conseguía un abaratamiento de la ejecución de la obra, al mismo tiempo que un aspecto de solidez. Palacios emplearía este tipo de construcción en sus obras gallegas, un ejemplo radical es el Monasterio de la Visitación de las Salesas Reales. Combina en algunos elementos de la fachada, el empleo de cerámica. Se barajó en los primeros momentos el empleo de crámicas Maragliano, pero el tamaño de las mismas era demasiado pequeño. Las cerámicas originales fueron obra de Daniel Zuloaga que desarrolló este trabajo en San Juan de los Caballeros (Segovia). Emplea dos técnicas, por una parte la disposición de trencadiç (técnica de mosaico de azulejos introducida por Gaudí) y la de paneles cerámicos. Las cerámicas de los revestimientos interiores fueron realizadas por la casa Manuel Ramos Rejano de Triana (Sevilla), casa con la que ya trabajó anteriormente Palacios en el desarrollo de las paredes de las escaleras interiores de caracol del Palacio de Comunicaciones.

## Iglesia
Desde los inicios del proyecto el Hospital constaba de una Iglesia aneja. Por orden expresa de la viuda Dolores Romero Arano, Palacios diseña una Iglesia en el interior del recinto. El diseño se traza a mano alzada y a medida que avanza va detallándose. Se accede a la misma por la ronda opuesta a Maudes. La iglesia y sus dependencias quedaron excluidas de la compra realizada en 1984, y en la actualidad continúan perteneciendo a la fundación.
Destaca de la Iglesia su vidrieras policromas de la capilla, elaboradas por la prestigiosa casa Maumejean (situada cerca en el Paseo de la Castellana). A finales del siglo XIX esta casa fue la introductora en Madrid del art nouveau. La inclusión de estas vidrieras acerca a Palacios al modernismo.